# Chréa
Chrea là một đô thị thuộc tỉnh Blida, Algérie. Dân số thời điểm năm 2002 là 454 người.